# Nachitjevan internationella flygplats
Nachitjevan internationella flygplats (IATA: NAJ, ICAO: UBBN) (azerbajdzjanska: Naxçıvan Beynəlxalq Hava Limanı) är civil och militär flygplats i Azerbajdzjan. Den ligger i den sydvästra delen av landet, 400 km väster om huvudstaden Baku. Flygplatsen ligger 873 meter över havet. Flygplatsen servar Nachitjevan i den autonoma republiken samt enklaven med samma namn, i västra Azerbajdzjan. Flygplatsen ligger öster om staden, och flygningar avgår dagligen till Baku, med Azerbaijan Airlines och till Moskva och Ganja en gång i veckan.
Flygplatsen har två parallella landningsbanor i kompassriktningarna 14/32. Landningsbana 14L/32R är 3 300 meter lång, 42 meter bred och asfalterad. Landningsbana 14R/32L är 3 300 meter lång, 45 meter bred och har betongunderlag.